# Real Club Deportivo Mallorca 2022-2023
Questa voce raccoglie le informazioni riguardanti il Real Club Deportivo Mallorca nelle competizioni ufficiali della stagione 2022-2023.

## Maglie e sponsor
| Casa | Trasferta | Terza maglia |

Sponsor ufficiale: Agel

Fornitore tecnico: Nike

## Rosa
Aggiornata al 13 maggio 2023. 
 In corsivo i calciatori ceduti durante la stagione .
| N. |                                 | Ruolo | Calciatore              |
| -- | ------------------------------- | ----- | ----------------------- |
| 1  | Serbia (bandiera)               | P     | Predrag Rajković        |
| 2  | Serbia (bandiera)               | D     | Matija Nastasić         |
| 3  | Argentina (bandiera)            | D     | Brian Cufré             |
| 3  | Svezia (bandiera)               | D     | Ludwig Augustinsson     |
| 4  | Spagna (bandiera)               | C     | Iñigo Ruiz de Galarreta |
| 5  | Argentina (bandiera)            | D     | Franco Russo            |
| 5  | Bosnia ed Erzegovina (bandiera) | D     | Dennis Hadžikadunić     |
| 6  | Spagna (bandiera)               | D     | José Copete             |
| 7  | Kosovo (bandiera)               | A     | Vedat Muriqi            |
| 8  | Francia (bandiera)              | C     | Clément Grenier         |
| 9  | Spagna (bandiera)               | A     | Abdón Prats             |
| 10 | Spagna (bandiera)               | C     | Antonio Sánchez         |
| 11 | Costa d'Avorio (bandiera)       | A     | Lago Júnior             |
| 11 | Spagna (bandiera)               | C     | Manu Morlanes           |
| 12 | Ghana (bandiera)                | C     | Iddrisu Baba            |

| N. |                          | Ruolo | Calciatore        |
| -- | ------------------------ | ----- | ----------------- |
| 13 | Slovacchia (bandiera)    | P     | Dominik Greif     |
| 14 | Spagna (bandiera)        | C     | Dani Rodríguez    |
| 15 | Spagna (bandiera)        | D     | Pablo Maffeo      |
| 16 | Argentina (bandiera)     | C     | Rodrigo Battaglia |
| 17 | Zimbabwe (bandiera)      | A     | Tino Kadewere     |
| 18 | Spagna (bandiera)        | D     | Jaume Costa       |
| 19 | Corea del Sud (bandiera) | C     | Lee Kang-in       |
| 20 | Uruguay (bandiera)       | D     | Giovanni González |
| 21 | Spagna (bandiera)        | D     | Antonio Raíllo    |
| 22 | Spagna (bandiera)        | A     | Ángel Rodríguez   |
| 23 | Senegal (bandiera)       | A     | Amath Ndiaye      |
| 24 | Slovacchia (bandiera)    | D     | Martin Valjent    |
| 31 | Spagna (bandiera)        | P     | Leo Román         |
| 34 | Spagna (bandiera)        | A     | Javier Llabrés    |

## Calciomercato

### Sessione estiva(dal 01/07 al 01/09)
| Acquisti         | Acquisti          | Acquisti         | Acquisti                    |
| R.               | Nome              | da               | Modalità                    |
| ---------------- | ----------------- | ---------------- | --------------------------- |
| A                | Vedat Muriqi      | Lazio            | definitivo (8,02 milioni €) |
| D                | Pablo Maffeo      | Stoccarda        | definitivo (3 milioni €)    |
| P                | Predrag Rajković  | Stade Reims      | definitivo (2 milioni €)    |
| A                | Tino Kadewere     | Olympique Lione  | prestito (400 mila €)       |
| C                | Rodrigo Battaglia | Sporting Lisbona | gratuito                    |
| D                | Matija Nastasić   | Fiorentina       | gratuito                    |
| D                | José Copete       | Ponferradina     | gratuito                    |
| Altre operazioni |                   |                  |                             |
| R.               | Nome              | da               | Modalità                    |
| D                | Joan Sastre       | PAOK             | fine prestito               |
| A                | Jordi Mboula      | Estoril Praia    | fine prestito               |
| A                | Lago Júnior       | Huesca           | fine prestito               |
| D                | Brian Cufré       | Malaga           | fine prestito               |
| C                | Aleix Febas       | Malaga           | fine prestito               |
| A                | Álex Alegría      | Burgos           | fine prestito               |

| Cessioni         | Cessioni          | Cessioni            | Cessioni                 |
| R.               | Nome              | a                   | Modalità                 |
| ---------------- | ----------------- | ------------------- | ------------------------ |
| A                | Matthew Hoppe     | Middlesbrough       | definitivo (3 milioni €) |
| C                | Rodrigo Battaglia | Atlético Mineiro    | definitivo (800 mila €)  |
| D                | Joan Sastre       | PAOK                | definitivo (400 mila €)  |
| D                | Brian Oliván      | Espanyol            | gratuito                 |
| D                | Aleix Febas       | Malaga              | gratuito                 |
| D                | Aleksandar Sedlar | Alavés              | gratuito                 |
| C                | Salva Sevilla     | Alavés              | gratuito                 |
| P                | Manolo Reina      | Malaga              | gratuito                 |
| A                | Jordi Mboula      | Racing Santander    | prestito                 |
| Altre operazioni |                   |                     |                          |
| R.               | Nome              | da                  | Modalità                 |
| A                | Álex Alegría      | Fuenlabrada         | prestito                 |
| A                | Takefusa Kubo     | Real Madrid         | fine prestito            |
| A                | Vedat Muriqi      | Lazio               | fine prestito            |
| D                | Pablo Maffeo      | Stoccarda           | fine prestito            |
| P                | Sergio Rico       | Paris Saint-Germain | fine prestito            |
| D                | Fer Niño          | Villarreal          | fine prestito            |
| C                | Rodrigo Battaglia | Sporting Lisbona    | fine prestito            |

### Sessione invernale(dal 01/01 al 31/01)
| Acquisti | Acquisti            | Acquisti    | Acquisti      |
| R.       | Nome                | da          | Modalità      |
| -------- | ------------------- | ----------- | ------------- |
| D        | Ludwig Augustinsson | Siviglia    | prestito      |
| C        | Manu Morlanes       | Villarreal  | prestito      |
| D        | Dennis Hadžikadunić | Rostov      | prestito      |
| A        | Álex Alegría        | Fuenlabrada | fine prestito |

| Cessioni | Cessioni       | Cessioni      | Cessioni                |
| R.       | Nome           | a             | Modalità                |
| -------- | -------------- | ------------- | ----------------------- |
| D        | Franco Russo   | Ludogorec     | definitivo (900 mila €) |
| A        | Lago Júnior    | Malaga        | prestito                |
| A        | Álex Alegría   | Foolad        | prestito                |
| D        | Brian Cufré    | New York City | prestito                |
| A        | Javier Llabrés | Mirandés      | prestito                |

## Risultati

### Primera División

#### Girone di andata
| Bilbao 15 agosto 2022, ore 17:30 CEST 1ª giornata | Athletic Bilbao | 0 – 0 referto | Maiorca | San Mamés (39 747 spett.)\| Arbitro: \| Villanueva \| |
| Arbitro:                                          | Villanueva      |               |         |                                                       |

| Arbitro: | González Fuertes |

|            |           |                                |
| Muriqi 56’ | Marcatori | 9’ (rig.), 73’ (rig.) Iglesias |

| Arbitro: | Sánchez Martínez |

|  |           |                            |
|  | Marcatori | 13’ Muriqi 64’ Lee Kang-in |

| Arbitro: | de Mera Escuderos |

|            |           |                   |
| Raíllo 87’ | Marcatori | 90+2’ (rig.) Sáiz |

| Arbitro: | Vázquez |

|                                                       |           |            |
| Valverde 45+3’ Vinícius 72’ Rodrygo 89’ Rüdiger 90+3’ | Marcatori | 35’ Muriqi |

| Arbitro: | Martínez Munuera |

|            |           |  |
| Maffeo 25’ | Marcatori |  |

| Arbitro: | Gil Manzano |

|  |           |                 |
|  | Marcatori | 20’ Lewandowski |

| Arbitro: | Vázquez |

|  |           |                   |
|  | Marcatori | 71’ (rig.) Muriqi |

| Arbitro: | Villanueva |

|  |           |            |
|  | Marcatori | 53’ Gudelj |

| Arbitro: | Ortiz Arias |

|           |           |  |
| Merino 4’ | Marcatori |  |

| Arbitro: | Sánchez Martínez |

|            |           |                           |
| Cavani 52’ | Marcatori | 66’ (rig.) Muriqi 83’ Lee |

| Arbitro: | de Mera Escuderos |

|            |           |          |
| Muriqi 48’ | Marcatori | 70’ Lazo |

| Arbitro: | Alejandro Muñiz Ruiz |

|  |           |                       |
|  | Marcatori | 32’ Muriqi 75’ Ndiaye |

| Arbitro: | Melero López |

|            |           |  |
| Muriqi 16’ | Marcatori |  |

| Arbitro: | Alberola Rojas |

|                        |           |  |
| Borja Mayoral 51’, 78’ | Marcatori |  |

| Arbitro: | Pizarro Gómez |

|             |           |  |
| Prats 90+4’ | Marcatori |  |

| Arbitro: | Soto Grado |

|          |           |  |
| Oroz 47’ | Marcatori |  |

| Arbitro: | Juan Luis Pulido Santana |

|               |           |  |
| Rodríguez 59’ | Marcatori |  |

| Arbitro: | Bengoetxea |

|                                      |           |  |
| Bongonda 10’ Á. Fernández 38’ (rig.) | Marcatori |  |

#### Girone di ritorno
| Arbitro: | Hernández Hernández |

|                  |           |  |
| Nacho 13’ (aut.) | Marcatori |  |

| Arbitro: | Villanueva |

|                   |           |  |
| Gueye 28’ Gil 40’ | Marcatori |  |

| Arbitro: | José María Sánchez Martínez |

|                                               |           |                              |
| Kadewere 20’ D. Rodríguez 45’, 56’ Muriqi 63’ | Marcatori | 43’ J. Morales 50’ Chukwueze |

| Arbitro: | Alberola Rojas |

|                      |           |            |
| Braithwaite 22’, 51’ | Marcatori | 41’ Muriqi |

| Arbitro: | Munuera Montero |

|  |           |          |
|  | Marcatori | 88’ Boyé |

| Arbitro: | Soto Grado |

|                 |           |                 |
| Lee Kang-in 50’ | Marcatori | 3’ C. Fernández |

| Arbitro: | Pizarro Gomez |

|              |           |  |
| Iglesias 48’ | Marcatori |  |

| Palma di Maiorca 31 marzo 2023, ore 21:00 CEST 27ª giornata | Maiorca           | 0 – 0 referto | Osasuna | Visit Mallorca Estadi (14 312 spett.)\| Arbitro: \| de Mera Escuderos \| |
| Arbitro:                                                    | de Mera Escuderos |               |         |                                                                          |

| Arbitro: | Muñiz Ruiz |

|                                 |           |                                       |
| Kike 33’ Amallah 68’ Monchu 86’ | Marcatori | 53’, 90+4’ (rig.) Muriqi 58’ Morlanes |

| Arbitro: | Miguel Angel Ortiz Arias |

|  |           |               |
|  | Marcatori | 21’ A. Ndiaye |

| Arbitro: | González Fuertes |

|                                   |           |                   |
| Lee Kang-in 56’, 90+5’ Raíllo 64’ | Marcatori | 23’ Borja Mayoral |

| Arbitro: | Pulido Santana |

|                                          |           |              |
| R. de Paul 45+2’ Morata 47’ Carrasco 77’ | Marcatori | 20’ Nastasić |

| Arbitro: | Vázquez |

|                 |           |                   |
| Lee Kang-in 58’ | Marcatori | 90+6’ I. Williams |

| Arbitro: | Martínez Munuera |

|                              |           |                   |
| Bernardo 47’ Castellanos 84’ | Marcatori | 80’ (rig.) Muriqi |

| Arbitro: | Sánchez Martínez |

|            |           |  |
| Maffeo 16’ | Marcatori |  |

| Arbitro: | Del Cerro Grande |

|                      |           |  |
| Lázaro 12’, 42’, 58’ | Marcatori |  |

| Arbitro: | Hernández Hernández |

|            |           |  |
| Muriqi 64’ | Marcatori |  |

| Arbitro: | Figueroa Vázquez |

|                       |           |  |
| Fati 1’, 24’ Gavi 70’ | Marcatori |  |

| Arbitro: | Mateu Lahoz |

|                                          |           |  |
| Muriqi 51’ Copete 71’ Á. Rodríguez 90+3’ | Marcatori |  |

### Coppa di Spagna
| Arbitro: | Villanueva |

|  |           |                                                               |
|  | Marcatori | 16’, 35’ Prats 18’ Grenier 29’, 72’ Á. Rodríguez 88’ Kadewere |

| Arbitro: | Pulido Santana |

|  |           |                  |
|  | Marcatori | 20’ D. Rodríguez |

| Arbitro: | del Cerro Grande |

|  |           |                       |
|  | Marcatori | 97’ Prats 104’ Muriqi |

| Arbitro: | Hernández Hernández |

|                |           |  |
| R. Navarro 20’ | Marcatori |  |